# Monte Fleons
Il monte Fleons (Raudenspitze in tedesco) (2.507 m s.l.m.) è una montagna delle Alpi Carniche, la quarta vetta della sezione alpina, posto al confine tra l'Austria e la  Carnia (Friuli-Venezia Giulia), nel territorio comunale di Forni Avoltri (Val Degano). Sovrasta l'omonima valle con un ripido pendio di roccia ed erba. La vetta è raggiungibile attraverso un percorso piuttosto impegnativo, ma di grande fascino, che utilizza una vecchia mulattiera costruita durante la prima guerra mondiale dalle truppe austro-ungariche (che occuparono la vetta per tutta la durata del conflitto), sul versante ovest.